# Lineatriton lineolus
Lineatriton lineolus là một loài kỳ giông thuộc họ Plethodontidae. Đây là loài đặc hữu của México. Môi trường sống tự nhiên của chúng là rừng ẩm vùng đất thấp nhiệt đới hoặc cận nhiệt đới, vùng núi ẩm nhiệt đới hoặc cận nhiệt đới, và các đồn điền. Chúng hiện đang bị đe dọa vì mất môi trường sống.